# Bayugan
Bayugan – miasto na Filipinach, położone w regionie Caraga, w prowincji Agusan del Sur, na wyspie Mindanao.
Miasto zostało założone w 1961 roku.Bayugan jest węzłem komunikacyjnym autostrady A162 we wschodniej części wyspy Mindanao.

## Linki Zewnętrzne
- Strona oficjalna miasta. bayugan.gov.ph. [zarchiwizowane z tego adresu (2007-09-30)].
- Dane geograficzne Bayugan